# Igor Cvitanović
Igor Cvitanović (Osijek, 1 de noviembre de 1970) es un futbolista croata retirado. Jugaba de delantero y es el máximo goleador histórico de la primera división de la liga de Croacia, con 126 tantos.

## Biografía
Inició su carrera profesional en el Dinamo Zagreb. En 1989 debutó con el primer equipo, por entonces en la primera división de la liga yugoslava, jugando diez encuentros en los que anotó cinco goles.
Fue cedido al Varteks Varaždin durante la primera edición de la recién creada liga croata, la primavera de 1992. En el Varteks jugó 21 partidos ligueros en los que anotó nueve goles y al término de la temporada regresó al  Dinamo. Pocos meses después, en octubre, debutaría con la selección de Croacia.
Entre 1992 y 1997 Cvitanović permaneció en el Dinamo Zagreb. En este período, conquistó cuatro ligas, tres copas y dos supercopas. Cvitanović jugó un papel fundamental en estos títulos, siendo el máximo goleador de la liga en dos temporadas consecutivas: con 19 goles en la campaña 1995/96 y 20 tantos en la 1996/97. La temporada 1993/94, a pesar de obtener un registro anotador muy superior (27 goles en 34 partidos) fue superado en la tabla de goleadores por su compañero de equipo, Goran Vlaović, quien sumó 29 dianas. 
Tras un fichaje frustrado por el Middlesbrough (Cvitanović no pudo obtener el permiso de trabajo para jugar en la Premier League), finalmente abandonó Zagreb en el mercado de invierno de la temporada 1997/98 para incorporarse a la Real Sociedad.
Su paso la liga española fue discreto: en la temporada y media que permaneció en el club de San Sebastián jugó 29 partidos, en los que solamente anotó tres goles. El verano de 1999 regresó al Dinamo Zagreb, donde permaneció hasta 2002. Luego, jugó un año en la liga japonesa con el Shimizu S-Pulse y regresó a Croacia para jugar su última temporada como profesional, la 2003/04, en las filas del club de su ciudad natal, el NK Osijek.

### Selección nacional
Ha sido internacional con la Selección de fútbol de Croacia en 27 partidos, en los que anotó 4 goles. Debutó con Croacia el 22 de octubre de 1992, en un partido contra México disputado en Zagreb.
Fue parte del combinado croata que participó en la fase final de la Eurocopa de 1996 (aunque no jugó ningún partido). A pesar de alinearse regularmente en los partidos de clasificación para la Copa Mundial de 1998, finalmente no acudió a la cita mundialista, disputada en Francia, por discrepancias con seleccionador croata, Miroslav Blažević. Desde entonces, solamente jugaría seis partidos más con Croacia, todos ellos amistosos, vistiendo por última vez la camiseta de su selección el 19 de junio de 1999 en un partido con la República de Corea.

## Clubes
| Club                | País       | Año       |
| ------------------- | ---------- | --------- |
| Dinamo Zagreb       | Yugoslavia | 1989-1991 |
| NK Varteks Varaždin | Croacia    | 1992      |
| Dinamo Zagreb       | Croacia    | 1992-1997 |
| Real Sociedad       | España     | 1998-1999 |
| Dinamo Zagreb       | Croacia    | 1999-2002 |
| Shimizu S-Pulse     | Japón      | 2002      |
| NK Osijek           | Croacia    | 2003-2004 |